# Ґреґорі Спрінґер
Ґреґорі Спрінґер (англ. Gregory Springer, 13 лютого 1961) — американський академічний веслувальник.
Срібний призер Олімпійських Ігор 1984 року в складі розпашної четвірки зі стерновим, учасник 1992 року.